# Kh-58
Кh-58 је противрадарска ракета конструисана да наследи старије Кh-28 ракете. Развијена је од стране Совјетског Савеза ради уништавња непријатељских радарских система који функционишу у А/А', Б/Б' и Ц фреквенцијском опсегу. Функционише у пасивном оперативном режиму чиме може да дејствује по радарским објектима у разним временским условима.